# Varadin-Brücke
Die Varadin-Brücke (serbisch: Варадински мост, Varadinski most) über die Donau verbindet die Stadt Novi Sad in der Vojvodina in Serbien mit ihrem Stadtteil Petrovaradin rechts des Flusses. Die Brücke wurde im Jahr 2000 errichtet, nachdem ihr Vorgängerbau an derselben Stelle im Rahmen der Operation Allied Force durch einen NATO-Luftangriff am 1. April 1999 bombardiert und zerstört worden war.

## Lage
Die Varadin-Brücke steht in der Verlängerung des Bulevar Mihajla Pupina in Novi Sad und führt die Hauptstraße 100 über die Donau zur Beogradska in Petrovaradin unmittelbar unterhalb der Festung.
Die Varadin-Brücke steht bei Stromkilometer 1255,07. Die nächste Brücke stromaufwärts ist die Freiheitsbrücke bei Kilometer 1257,57. Stromabwärts steht die provisorische Fachwerkbrücke bei Kilometer 1254,29 und wenige Meter weiter die Žeželjev most.

## Beschreibung
Die Straßenbrücke ist 354,2 m lang. Ihre fünf Öffnungen haben Pfeilerachsabstände von 35,6 + 87 + 130 + 87 + 14,6 m, wobei die kurzen Seitenöffnungen die Uferstraßen überbrücken.
Sie ist 14,2 m breit und eingeteilt in eine 9 m breite Fahrbahn für zwei Fahrspuren und beidseits 3,6 m breite Rad- und Gehwege. Ihre Konstruktion hat einen zukünftigen Straßenbahnbetrieb berücksichtigt.
Der Überbau über den Stromöffnungen besteht aus einem zweizelligen stählernen Hohlkasten mit trapezförmigem Querschnitt und gleichbleibender Bauhöhe und auskragenden Gehwegen. Der Hohlkasten besteht aus orthotropen Platten. Die Brücke wurde am Ufer vorbereitet und in drei großen Teilen eingeschwommen.
Die Durchfahrtshöhe ist 9,73 m über HWS 2010 (Höchster Schifffahrtswasserstand).

## Einzelnachweise

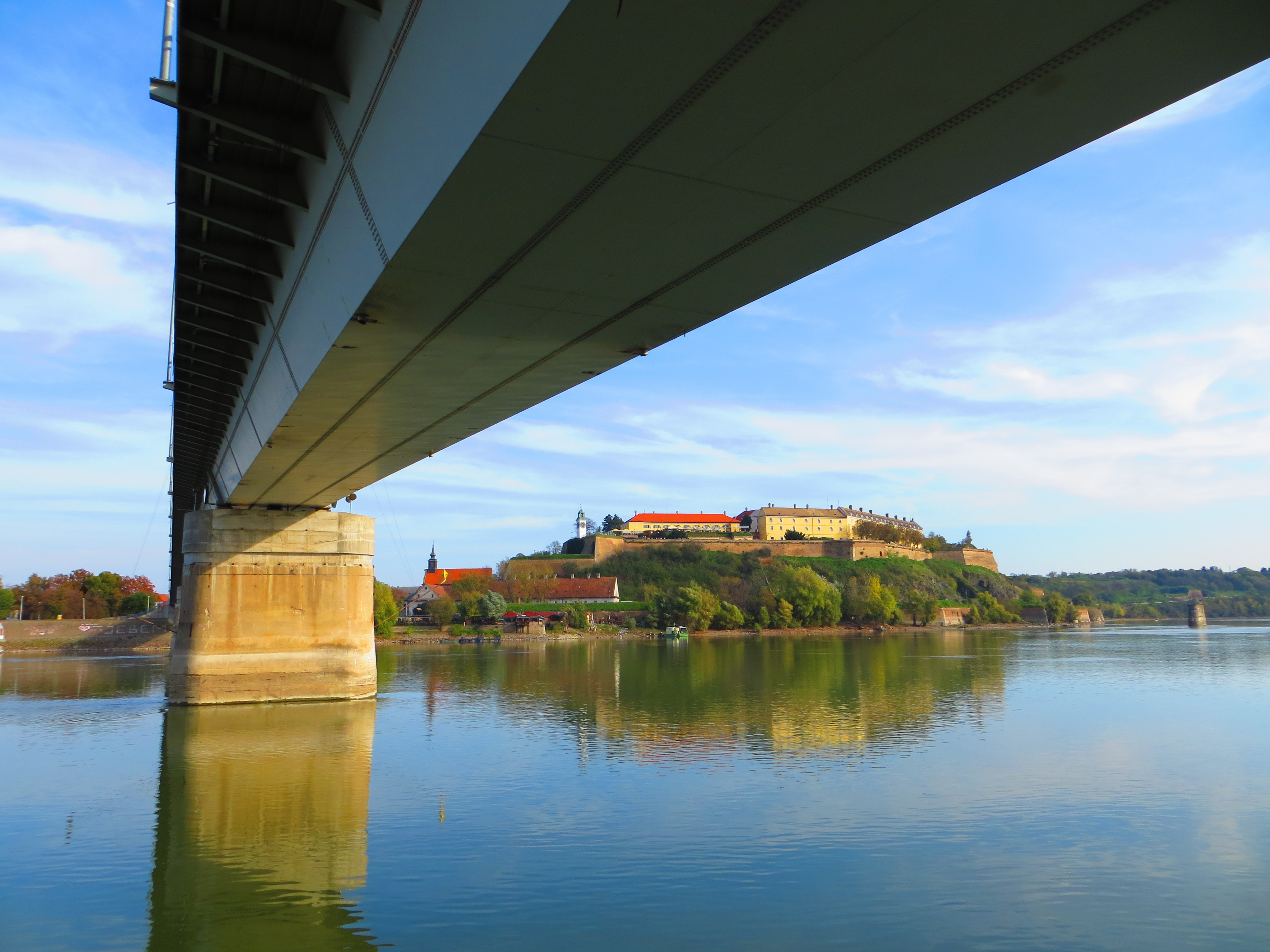